# Сакаї Йошіо
Сакаї Йошіо (2 травня 1910 — ) — японський хокеїст на траві.
Срібний призер Олімпійських Ігор 1932 року.